# Paštrić
Paštrić (cyr. Паштрић) – wieś w Serbii, w okręgu kolubarskim, w gminie Mionica. W 2011 roku liczyła 503 mieszkańców.